# Katarzyna Popowa-Zydroń
Katarzyna Popowa-Zydroń (bulgarisch Екатерина Попова) (* 30. April 1948 in Sofia) ist eine polnische Pianistin und Musikpädagogin bulgarischer Abstammung.
Sie studierte Pianistik zunächst an der Ignacy-Jan-Paderewski-Musikakademie Posen, dann an der Stanisław-Moniuszko-Musikakademie Danzig bei  Zbigniew Śliwiński. Nach dem beendeten Studium vervollkommnete sie ihre Kunst an der Universität für Musik und darstellende Kunst Wien bei Alexander Jenner. Sie nahm auch an den Meisterkursen bei Susanne Rocha, Dieter Zechlin und György Sebők teil.
1975 nahm sie am 9. Internationalen Chopin-Wettbewerb teil, wo sie das Finale erreichte.
Seit 1991 ist sie als Pädagogin an der Feliks-Nowowiejski-Musikakademie Bydgoszcz tätig. Sie betreut auch junge Pianisten in den Musikschulen von Danzig, Thorn, Inowrocław, Piła, Konin, Słupsk und Koszalin. 
Zu ihren Zöglingen gehören der Gewinner des Internationalen Chopin-Wettbewerbes 2005 Rafał Blechacz sowie der Pianist Łukasz Krupiński.
Sie war u. a. als Gastprofessorin in Kitakyūshū (Präfektur Fukuoka, Japan) tätig.
Sie gab Konzerte in polnischen Philharmonien sowie in Deutschland, Tschechien, in der Sowjetunion, Bulgarien, Österreich und Japan.
Sie war Jurymitglied des 16. Internationalen Chopin-Wettbewerbes 2010 und wurde zur Vorsitzenden der Jury des 17. Wettbewerbes 2015 berufen.
2013 wurde sie zur Vorsitzenden der Paderewski-Gesellschaft in Bydgoszcz gewählt.
Katarzyna Popowa-Zydroń wurde 2005 mit der Gloria-Artis-Medaille für kulturelle Verdienste sowie mit dem Offizierskreuz des Polonia Restituta Ordens ausgezeichnet.